# Драфт НБА 1987

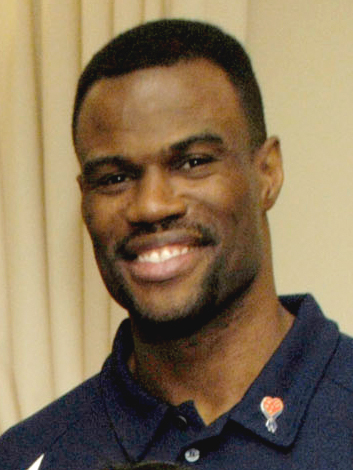
Девід Робінсон, 1-й вибір

Драфт НБА 1987 року відбувся 22 червня в Нью-Йорку.
На ньому вибрано двох майбутніх членів списку 50 найвизначніших гравців в історії НБА, Девіда Робінсона і Скотті Піппена, а також подібно до них ще одного члена Зали слави Реджі Міллера. Серед інших помітних гравців були Кевін Джонсон, Кенні Сміт,  Горас Грант,  Реджі Люїс, Маггсі Боугс, Марк Джексон і Шарунас Марчюльоніс.  
Девід Робінсон не грав у НБА до сезону 1989–1990 через свій обов'язок служити у ВМС США. Це був останній драфт з понад трьома раундами. Наступного року його скоротили до трьох і ще через рік - до двох.

## Драфт

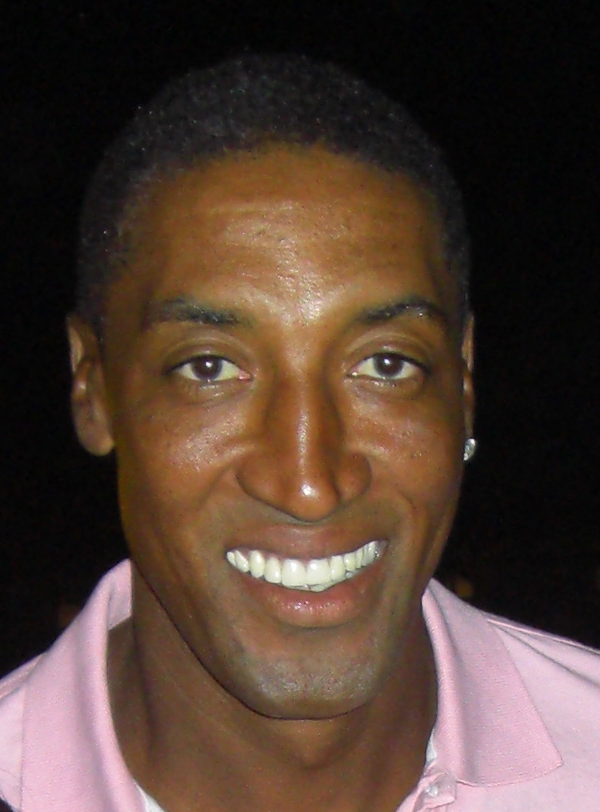
Скотті Піппен, 5-й вибір

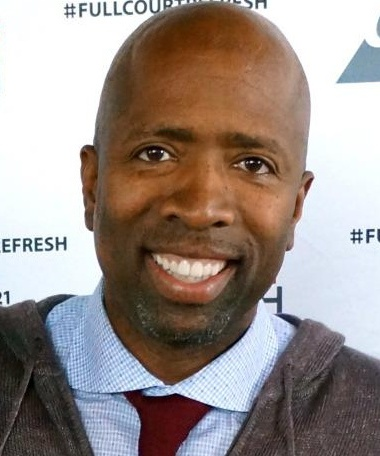
Кенні Сміт, 6-й вибір

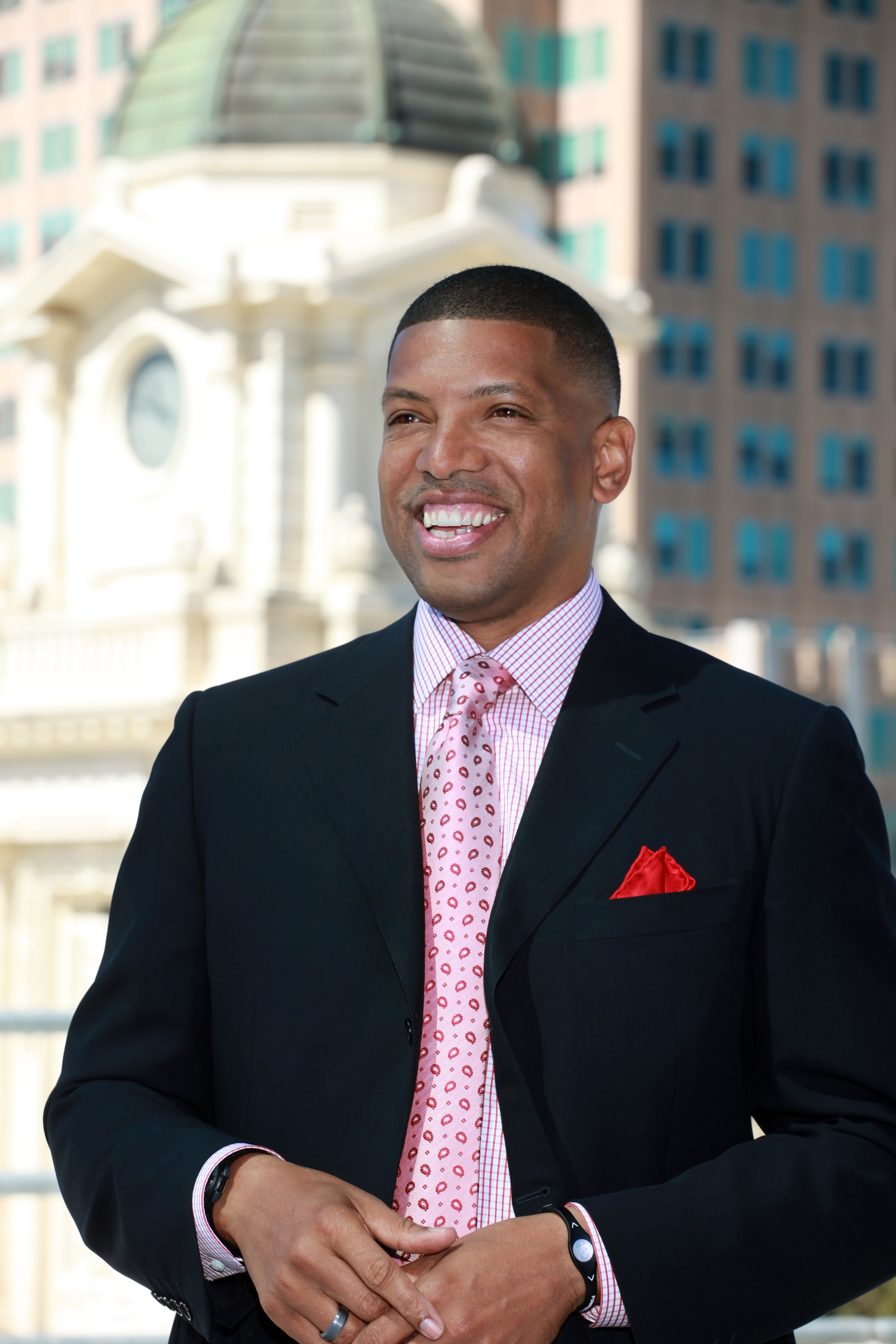
Кевін Джонсон, 7-й вибір

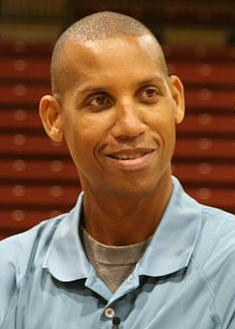
Реджі Міллер, 11-й вибір

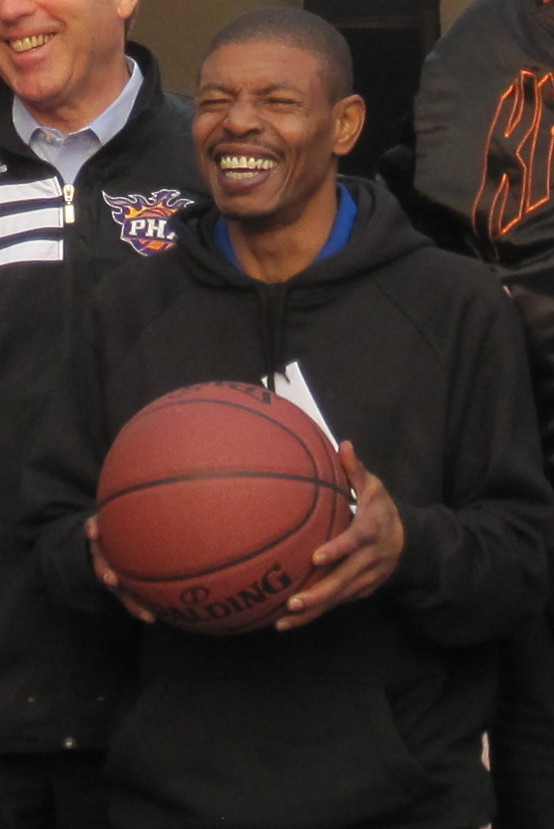
Маггсі Боугс, 12-й вибір

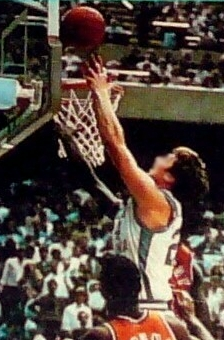
Джо Вулф, 13-й вибір

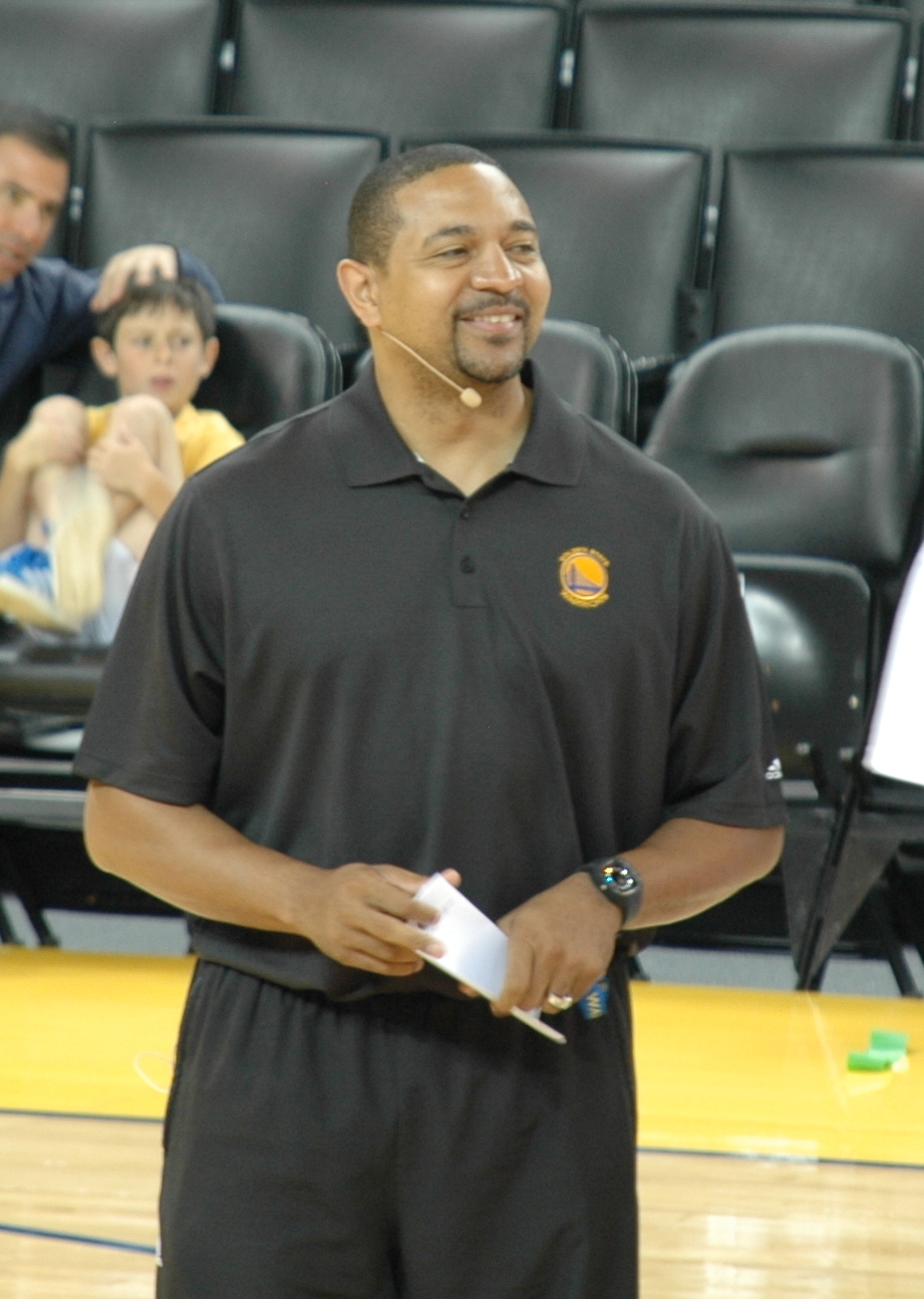
Марк Джексон, 18-й вибір

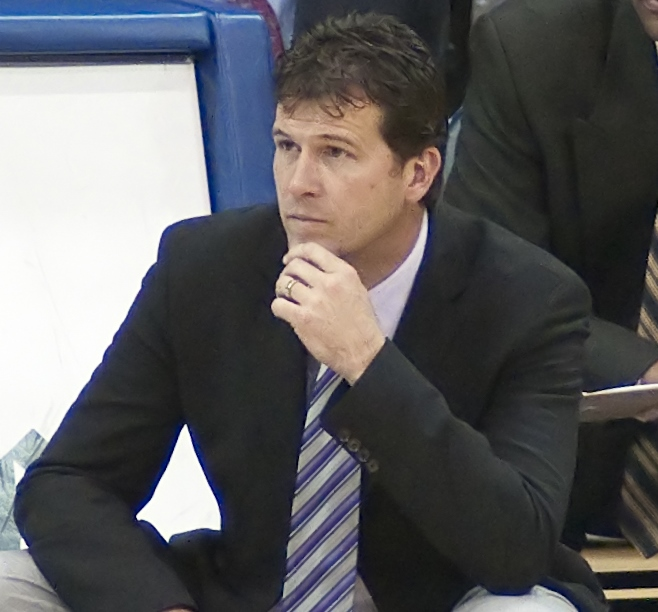
Стів Алфорд, 26-й вибір

| РЗ | Розігруючий захисник | АЗ | Атакувальний захисник | ЛФ | Легкий форвард | ВФ | Важкий форвард | C | Центровий |

| ^ | Позначає гравців, обраних у Баскетбольну залу слави Нейсміта                                                        |
| * | Позначає гравців, які взяли участь принаймні в одній грі матчу всіх зірок НБА і потрапили до Збірної всіх зірок НБА |
| + | Позначає гравців, які взяли участь принаймні в одній грі матчу всіх зірок НБА                                       |
| x | Позначає гравців, які принаймні один раз потрапили до Збірної всіх зірок НБА                                        |
| # | Позначає гравців, які жодного разу не грали в регулярному сезоні НБА або плей-оф                                    |

| Раунд | Вибір | Гравець         | Позиція | Громадянство | Команда НБА                                                                          | Коледж/Клуб                  |
| ----- | ----- | --------------- | ------- | ------------ | ------------------------------------------------------------------------------------ | ---------------------------- |
| 1     | 1     | Девід Робінсон^ | C       | США          | Сан-Антоніо Сперс                                                                    | Неві (Ср.)                   |
| 1     | 2     | Армен Гілліам   | ВФ      | США          | Фінікс Санз                                                                          | УНВЛ (Ср.)                   |
| 1     | 3     | Денніс Гопсон   | ЛФ      | США          | Нью-Дже́рсі Нетс                                                                      | Огайо Стейт (Ср.)            |
| 1     | 4     | Реджі Вільямс   | ЛФ      | США          | Лос-Анджелес Кліпперс                                                                | Джорджтаун (Ср.)             |
| 1     | 5     | Скотті Піппен^  | ЛФ      | США          | Сіетл Суперсонікс (from Нью-Йорк, проданий у Чикаго for Olden Polynice)              | Центральний Арканзас (Ср.)   |
| 1     | 6     | Кенні Сміт      | РЗ      | США          | Сакраменто Кінґс                                                                     | Північна Кароліна (Ср.)      |
| 1     | 7     | Кевін Джонсон*  | РЗ      | США          | Клівленд Кавальєрс                                                                   | Каліфорнія (Ср.)             |
| 1     | 8     | Олден Полиніс   | C       | Гаїті        | Чикаго Буллз (від Денвер через Нью-Йорк, проданий у Сіетл в обмін на Scottie Pippen) | Вірджинія (Дж.)              |
| 1     | 9     | Деррік Маккі    | ЛФ/PF   | США          | Сіетл Суперсонікс                                                                    | Алабама (Дж.)                |
| 1     | 10    | Горас Грант+    | ВФ/C    | США          | Чикаго Буллз                                                                         | Клемсон (Ср.)                |
| 1     | 11    | Реджі Міллер^   | АЗ      | США          | Індіана Пейсерз                                                                      | УКЛА (Ср.)                   |
| 1     | 12    | Маггсі Боугс    | РЗ      | США          | Вашингтон Буллетс                                                                    | Вейк Форест (Ср.)            |
| 1     | 13    | Джо Вулф        | C       | США          | Лос-Анджелес Кліпперс (from Х'юстон)                                                 | Північна Кароліна (Ср.)      |
| 1     | 14    | Телліс Френк    | ВФ      | США          | Голден-Стейт Ворріорс                                                                | УЗК (Ср.)                    |
| 1     | 15    | Хосе Ортіс      | PF      | Пуерто-Рико  | Юта Джаз                                                                             | Орегон Стейт (Ср.)           |
| 1     | 16    | Крістіан Велп   | C       | ФРН          | Філадельфія Севенті-Сіксерс                                                          | Вашингтон (Ср.)              |
| 1     | 17    | Ронні Мерфі     | АЗ      | США          | Портленд Трейл-Блейзерс                                                              | Джексонвілл (Ср.)            |
| 1     | 18    | Марк Джексон+   | РЗ      | США          | Нью-Йорк Нікс (from Мілвокі через Сіетл)                                             | Сент Джонс (Ср.)             |
| 1     | 19    | Кен Норман      | ЛФ      | США          | Лос-Анджелес Кліпперс (від Детройт)                                                  | Іллінойс (Ср.)               |
| 1     | 20    | Джим Фармер     | АЗ      | США          | Даллас Маверікс                                                                      | Алабама (Ср.)                |
| 1     | 21    | Даллас Комгіс   | C       | США          | Атланта Гокс                                                                         | Де Пол (Ср.)                 |
| 1     | 22    | Реджі Люїс+     | АЗ      | США          | Бостон Селтікс                                                                       | Нортістерн (Ср.)             |
| 1     | 23    | Грег Андерсон   | ВФ      | США          | Сан-Антоніо Сперс (from ЛА Лейкерс)                                                  | Х'юстон (Ср.)                |
| 2     | 24    | Фредді Бенкс#   | АЗ      | США          | Детройт Пістонс                                                                      | УНВЛ (Ср.)                   |
| 2     | 25    | Рон Мур         | C       | США          | Нью-Йорк Нікс                                                                        | Вест Вірджинія Стейт (Ср.)   |
| 2     | 26    | Стів Алфорд     | АЗ      | США          | Даллас Маверікс                                                                      | Індіана (Ср.)                |
| 2     | 27    | Нейт Блеквелл   | РЗ      | США          | Сан-Антоніо Сперс                                                                    | Темпл (Ср.)                  |
| 2     | 28    | Ріккі Вінслоу   | ЛФ      | США          | Чикаго Буллз                                                                         | Х'юстон (Ср.)                |
| 2     | 29    | Лестер Фонвіль# | C       | США          | Портленд Трейл-Блейзерс                                                              | Джексон Стейт (Ср.)          |
| 2     | 30    | Нікіта Вілсон   | ЛФ      | США          | Портленд Трейл-Блейзерс                                                              | ЛСЮ (Ср.)                    |
| 2     | 31    | Андре Мур       | ВФ      | США          | Денвер Наггетс                                                                       | Лойола (Дж.)                 |
| 2     | 32    | Боб Макканн     | SF      | США          | Мілвокі Бакс                                                                         | Моргід Стейт (Ср.)           |
| 2     | 33    | Тоні Вайт       | РЗ      | США          | Чикаго Буллз                                                                         | Теннессі (Ср.)               |
| 2     | 34    | Браян Роусом    | ВФ      | США          | Індіана Пейсерз                                                                      | ЮНК Вілмінгтон (Ср.)         |
| 2     | 35    | Даг Лі          | АЗ      | США          | Х'юстон Рокетс                                                                       | Пердью (Ср.)                 |
| 2     | 36    | Дуейн Вашингтон | АЗ      | США          | Вашингтон Буллетс                                                                    | Міддл Теннессі (Ср.)         |
| 2     | 37    | Деррік Дауелл#  | ЛФ      | США          | Вашингтон Буллетс                                                                    | УПК (Ср.)                    |
| 2     | 38    | Норріс Коулмен  | ЛФ      | США          | Лос-Анджелес Кліпперс                                                                | Канзас Стейт (Соф.)          |
| 2     | 39    | Вінсент Аск'ю   | АЗ/SF   | США          | Філадельфія Севенті-Сіксерс                                                          | Мемфіс Стейт (Дж.)           |
| 2     | 40    | Вінстон Гарленд | РЗ      | США          | Мілвокі Бакс                                                                         | Саутвест Міссурі Стейт (Ср.) |
| 2     | 41    | Каннард Джонсон | ЛФ      | США          | Клівленд Кавальєрс                                                                   | УЗК (Ср.)                    |
| 2     | 42    | Терренс Бейлі#  | АЗ      | США          | Атланта Гокс                                                                         | Вагнер (Ср.)                 |
| 2     | 43    | Ендрю Кеннеді#  | F       | Ямайка       | Філадельфія Севенті-Сіксерс                                                          | Вірджинія (Ср.)              |
| 2     | 44    | Террі Конер#    | РЗ      | США          | Атланта Гокс                                                                         | Алабама (Ср.)                |
| 2     | 45    | Бред Логаус     | ВФ/C    | США          | Бостон Селтікс                                                                       | Айова (Ср.)                  |
| 2     | 46    | Брюс Далримпл#  | G       | США          | Фінікс Санз                                                                          | Джорджия Тек (Ср.)           |

### Помітні гравці, вибрані після другого раунду

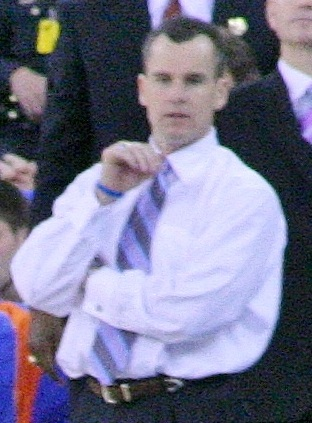
Біллі Донован, 68-й вибір

Цих гравців на драфті НБА 1987 вибрали після другого раунду, але вони зіграли в НБА принаймні одну гру.
| Раунд | Вибір | Гравець             | Позиція | Громадянство  | Команда НБА             | Коледж/Клуб             |
| ----- | ----- | ------------------- | ------- | ------------- | ----------------------- | ----------------------- |
| 3     | 48    | Джеймі Воллер       | АЗ      | США           | Нью-Дже́рсі Нетс         | Virginia Union (Ср.)    |
| 3     | 50    | Філ Зевенберген     | C       | США           | Сан-Антоніо Сперс       | Вашингтон (Ср.)         |
| 3     | 53    | Вінстон Крайт       | ЛФ      | США           | Фінікс Санз             | Texas A&M (Ср.)         |
| 3     | 58    | Дарріл Джонсон      | РЗ      | США           | Голден-Стейт Ворріорс   | Мічиган Стейт (Ср.)     |
| 3     | 63    | Кевін Гембл         | АЗ      | США           | Портленд Трейл-Блейзерс | Айова (Ср.)             |
| 3     | 65    | Ерік Вайт           | ВФ      | США           | Детройт Пістонс         | Пеппердайн (Ср.)        |
| 3     | 68    | Біллі Донован       | РЗ      | США           | Юта Джаз                | Провіденс (Ср.)         |
| 4     | 74    | Джо Арлауцкас       | ЛФ      | США           | Сакраменто Кінґс        | Ніагара (Ср.)           |
| 4     | 75    | Кріс Дадлі          | C       | США           | Клівленд Кавальєрс      | Єль (Ср.)               |
| 4     | 79    | Джек Гейлі          | C       | США           | Чикаго Буллз            | УКЛА (Ср.)              |
| 4     | 88    | Дейв Попсон         | ВФ      | США           | Детройт Пістонс         | Північна Кароліна (Ср.) |
| 5     | 100   | Ронні Грандісон     | ЛФ      | США           | Денвер Наггетс          | Нью-Орлінс (Ср.)        |
| 5     | 107   | Барт Кофуд          | АЗ      | США           | Юта Джаз                | Небраска–Карні (Ср.)    |
| 6     | 116   | Мартін Несслі       | C       | США           | Лос-Анджелес Кліпперс   | Дьюк (Ср.)              |
| 6     | 127   | Шарунас Марчюльоніс | АЗ      | СРСР ( Литва) | Голден-Стейт Ворріорс   | Statyba Vilnius (СРСР)  |

1. ↑  Громадянство означає національну збірну гравця, або яку країну він представляє. Якщо гравець не грав на міжнародному рівні, тоді цей пункт означає за збірну якої країни він може грати за правилами FIBA.

## Помітні гравці, яких не задрафтовано
Цих гравців не вибрала жодна з команд на драфті НБА 1987, але вони зіграли в НБА принаймні одну гру.
| Гравець          | Позиція | Громадянство        | Коледж/Клуб                  |
| ---------------- | ------- | ------------------- | ---------------------------- |
| Ренді Аллен      | F       | США                 | Флорида Стейт (Sr.)          |
| Сергій Базаревич | АЗ      | Росія               | ЦСКА Москва (Росія)          |
| Скотт Брукс      | РЗ      | США                 | УК Ірвайн (Sr.)              |
| Майк Чемпіон     | ВФ      | США                 | Гонзага (Sr.)                |
| Том Копа         | C       | США                 | Маркетт (Sr.)                |
| Радісав Чурчич   | C       | Югославія ( Сербія) | Юніон Олімпія (Словенія)     |
| Ендрю Гейз       | F       | Австралія           | Мельбурн Тайгерс (Австралія) |
| Седрік Гантер    | РЗ      | США                 | Канзас (Sr.)                 |
| Марк Вейд        | РЗ      | США                 | УНВЛ (Sr.)                   |
| Вевід Вуд        | F       | США                 | Невада (Sr.)                 |
| Ей Джей Віндер   | РЗ      | США                 | Фейрфілд (Sr.)               |